# Karaibskie hindustani
Karaibskie hindustani – język indoaryjski używany przez mieszkańców Surinamu i Trynidadu pochodzenia hinduskiego. Użytkownicy określają go jako „hindustani”. Wbrew tej nazwie, język ten nie jest oparty na języku hindustani, lecz na bhodźpuri, z licznymi wpływami słownictwa języków sranan tongo, niderlandzkiego i angielskiego. Dla odróżnienia wariantów używanych w Surinamie i na Trynidadzie, stosuje się również określenia „sarnami hindustani” (surinamskie hindustani) i „trinidad bhojpuri”.